# Godard/Spillane

Godard/Spillane est un album de John Zorn sorti en 1999 sur le label Tzadik. Il comprend trois compositions de John Zorn : Godard (paru en 1986 sur la compilation Godard ça vous chante?, label nato); Spillane (paru en 1987 sur l'album Spillane); Blue Noël (paru sur la compilation Joyeux Noël - Merry Christmas Everybody! en 1987, label nato). Ces compositions sont conçues à partir de la technique des file-cards. Elles rendent hommage respectivement au cinéaste Jean-Luc Godard et à l'écrivain américain Mickey Spillane.

## Titres
| 1.    | Godard     | 18:37 |
| 2.    | Spillane   | 25:12 |
| 3.    | Blues Nöel | 5:51  |
| 49:40 |            |       |

## Personnel
"Godard"
- John Zorn - saxophone alto, clarinette, texte français
- Anthony Coleman - piano, orgue, clavecin, celesta
- Carol Emanuel - harpe
- Bill Frisell - guitares, banjo
- Christian Marclay - platines
- Bobby Previte - batterie, percussion
- David Weinstein - clavier, ordinateur
- Luli Shioi - voix, texte japonais
- Wu Shao-Ying - texte chinois
- Richard Foreman - texte anglais

Spillane
- Anthony Coleman - piano, orgue électrique, celesta
- Carol Emanuel - harpe
- Bill Frisell - guitare
- David Hofstra - basse, tuba
- Bob James - bandes, CD
- Bobby Previte - batterie, percussion
- Jim Staley - trombone
- David Weinstein - échantillonnage, claviers électroniques
- John Zorn - saxophone alto, clarinette
- John Lurie - voix de Mike Hammer
- Robert Quine - voix de la conscience de Mike Hammer

"Blues Nöel"
- Michael Blair - percussion, voix
- Anthony Coleman - piano, orgue, celesta, clavecin
- Fred Frith - guitares, basse
- Ikue Mori - boîte à rythme, voice
- David Weinstein - échantillonnage
- John Zorn - saxophone alto